# مقتل أسامة بن لادن

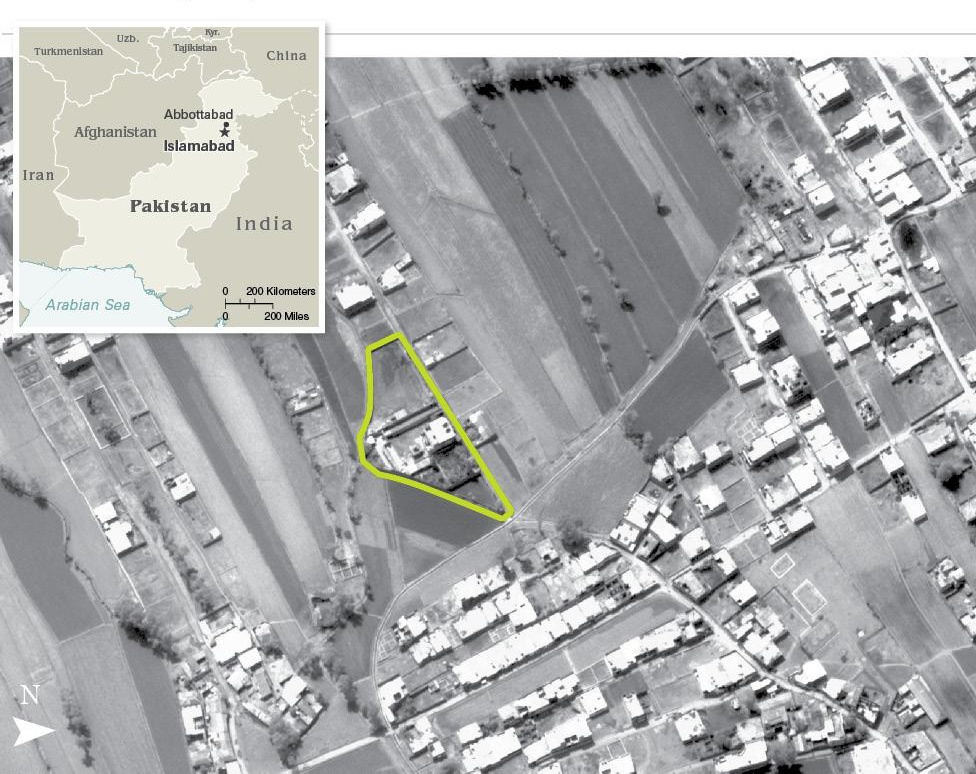
صورة للمجمع أسامة بن لادن في أبوت آباد.

قُتل أسامة بن لادن زعيم تنظيم القاعدة فجر الإثنين 14 جمادى الأولى الموافق 2 مايو 2011 في أبوت آباد الواقعة على بعد 120 كم عن إسلام أباد في عملية اقتحام أشرفت عليها وكالة الاستخبارات الأمريكية ونفذها الجيش الأمريكي واستغرقت 40 دقيقة. وحدثت الواقعة إثر مداهمة قوات السيلز لمجمع سكني كان يقيم به مع زوجاته وأبنائه. ودار رحى اشتباك بين بن لادن ورجاله وبين القوات الأمريكية المصحوبة بعناصر من الاستخبارات الباكستانية ونجم الاشتباك عن مصرعه بطلقة في رأسه. وقد تمكن المدافعون من إسقاط إحدى المروحيات الأربع التي هاجمت المنزل.
تم العثور على كتاب بيرل هاربور الجديدة الخاص بهجمات 11 سبتمبر 2001 في رف مكتبة أسامة بن لادن خلال الغارة.

## عملية البحث عن أسامة بن لادن
تختلف الروايات التي تصف عملية تحديد موقع بن لادن من قبل المخابرات الأمريكية. صرح كل من البيت الأبيض ومدير وكالة الاستخبارات المركزية، جون برينان، أن العملية اعتمدت على مجموعة المعلومات المكتشفة في عام 2002، والتي تبعها تحقيقات مكثفة استمرت لعدة سنوات. تتحدث هذه الرواية عن تحرك مجموعة من قيادات تنظيم القاعدة بتاريخ 10 سبتمبر 2010 باتجاه مجمع أبوت آباد، حيث بدأت الولايات المتحدة الأمريكية عمليات مراقبة مكثفة ومتعددة الوسائل. وفقًا للصحفي الأمريكي، سيمور هيرش، وإن بي سي نيوز، تلقت الولايات المتحدة الأمريكية معلومات حول مكان احتجاز جهاز المخابرات الباكستاني لابن لادن من قبل ضابط في المخابرات الباكستانية مقابل حصوله على مكافأة مادية.
وفقًا لأحد المسؤولين المتقاعدين في المخابرات الأمريكية، عرض ضابط مخابرات باكستاني سابق، في شهر أغسطس 2010، على السفارة الأمريكية في إسلام أباد الكشف عن مكان بن لادن مقابل حصوله على مكافأة قدرها 25 مليون دولار. أكد اثنان من مسؤولي المخابرات الأمريكية على صحة هذه القصة لشبكة أي بي نيوز الإخبارية، وسبق أن نقلها محلل الاستخبارات، رايلين هيلهاوس. كشف المسؤول الباكستاني للمخابرات الأمريكية معلومات حول عثور جهاز المخابرات الباكستانية على ابن لادن في عام 2006، ووضعه، منذ ذلك الحين، رهن الإقامة الجبرية في منطقة تقع بالقرب من مراكز للمخابرات والجيش الباكستاني. اجتاز المسؤول اختبارات جهاز كشف الكذب، وبدأت بعدها الولايات المتحدة عمليات مراقبة مقر إقامة بن لادن المفترض في أبوت آباد باستخدام مختلف التقنيات، بما فيها الأقمار الصناعية.
قال المسؤول الاستخباراتي الأمريكي المتقاعد للصحفي سيمور هيرش: «كان ابن لادن مريضًا في تلك المرحلة من حياته وكان يتلقى دعمًا ماليًا من قبل البعض داخل المملكة العربية السعودية، واحتفظت به وكالة الاستخبارات الباكستانية بهدف تحسين العلاقة المعقدة التي تربطها مع الجماعات الإسلامية الباكستانية والأفغانية».
في شهر مايو من عام 2015، ذكرت صحيفة فيلت أم زونتاغ الألمانية أن دائرة الاستخبارات الاتحادية الألمانية (BND) كانت على علم بتواجد بن لادن في باكستان بمعرفة أجهزة المخابرات الباكستانية. نقلت دائرة الاستخبارات الاتحادية الألمانية معلومات تواجد ابن لادن في باكستان لوكالة الاستخبارات المركزية، ونقلت صحيفة فيلت أم زونتاغ بعدها معلومات عن تمكن وكالة الاستخبارات المركزية من تحديد الموقع الدقيق لابن لادن من خلال الاستعانة بأحد الجواسيس. شككت مجلة دير شبيغل الألمانية بصحة التقرير الذي صدر في خضم فضحية التعاون بين دائرة الاستخبارات الاتحادية الألمانية ووكالة الأمن القومي.

## العملية

### الاستعدادات
سمحت مكالمات هاتفية في سنة 2006 تمت بين أبو أحمد الكويتي وعائلته باكتشاف هوية المرسال الحقيقي لزعيم تنظيم القاعدة، لكن الاستخبارات الأميركية كانت تجهل الدور الذي كان يؤديه بالضبط لفائدة زعيم تنظيم القاعدة.
في يوليو 2010 وفي ناحية من نواحي باكستان، رنّ هاتف أبو أحمد الكويتي، وكان المتكلم أحد كوادر تنظيم القاعدة في العراق، رد الكويتي على الهاتف ولم يكن يدرك بأن هاتف محدثه من بغداد مراقب من قبل الأمريكيين.
خلال عملية فرار عناصر القاعدة التي تلت هجمات الحادي عشر من سبتمبر، عثر أبو أحمد الكويتي على صديقه حمزة الغامدي برفقة مجاهد آخر مغربي يدعى عبد الرحمن المغربي. شكل الثلاثي مجموعة صغيرة بقيت إلى جانب أسامة بن لادن. أعجب الفارون وعلى رأسهم أسامة بن لادن، بصفات أبو أحمد الكويتي الذي فضل البقاء معهم، بعد أن اصيب بجراح خلال عملية تفجير انتقامية قامت بها القوات الاميركية، لكن نعمان بن عصمان يقول أن أصوله الباكستانية هي من سمحت له بخدمة بن لادن وقياديين آخرين في تنظيم القاعدة.
كشف خالد شيخ محمد لمستجوبيه بعد أن أُغرق رأسه في الماء 183 مرة عن معلومة، تشير إلى أن زعيم القاعدة كان يثق ثقة عمياء بمرساله. أوقف الأميركيون في عام 2004، جهاديا آخر في العراق يدعى حسن غول، الذي أكد أن شخصا يسمى أبو أحمد الكويتي على اتصال دائم بابن لادن.
في يوليو 2010 حين رصده العملاء الباكستانيون الذين يشتغلون لمصلحة الاستخبارات المركزية الأميركية، وهو يقود سيارة من نوع سوزوكي بيضاء في بيشاور. وبعد بضعة أسابيع من المراقبة، خضعت لها السيارة البيضاء انتهى الأميركيون إلى تحديد إقامة بن لادن.

### اسم العملية
«جيرانيمو» هو الاسم الحركي الذي اطلقته القوات الأمريكية على العملية، وجيرانيمو هو أحد زعماء قبيلة الأباتشي أحد أشهر قبائل الهنود الحمر سكان أمريكا الأصليون الذين قاوموا المستوطنين من أصول أوروبية في القرن التاسع عشر. ويعود تاريخ آخر صورة معروفة له إلى عام 1887 وتظهره حاملا بندقية في وضع قتالي.

### حشد القوات والتمويل
المحللين أعطوا احتمالية وجود بن لادن في ذلك البيت بين نسبة 60% و 80%، مما اقلق رئيس المخابرات ليون بانيتا الذي قرر بعد ذلك تنفيذ العملية حيث رأى أن الرأي العام الأميركي سيؤيدها حتى إذا كانت نسبة نجاحها تقدر بـ50%. طلب بانيتا خلال لقاء سري مع أعضاء في الكونغرس الأمريكي ميزانية خاصة لإتمام العملية لتكاليفها الباهظة، كالحصول على معلومات استخباراتية عن المكان المختبئ فيه بن لادن.

### تفاصيل العملية
المهمة نفذها فريق يضم زهاء 15 من أفراد القوات الأميركية الخاصة التابعة للبحرية الأمريكية المعروفة بالنيفى سيلز، المتمركزين في أفغانستان. القوة ضمت متخصصين في الأدلة الجنائية كانت مهمتهم جمع أدلة تثبت سقوط بن لادن في الغارة ومعلومات قد تساعد في تعقب أثر زعماء آخرين لتنظيم القاعدة أو كشف عمليات يتم الإعداد لها حاليا.
بعد اقتحام المبنى المؤلف من ثلاثة طوابق، تم تمشيطه طابقاً طابقاً. قتل ثلاثة أشخاص في الطابق الأول، بينهم امرأة، ثم انتقلت القوة الخاصة إلى الطوابق العليا، حيث عثر على بن لادن.

## ردود الفعل
وبعد الإعلان عن مقتله احتفلت حشود كبيرة من الأمريكيين أمام البيت الأبيض فرحًا بالعملية. كما شهدت معظم المدن الأمريكية احتفالات عارمة بمقتله وخصوصا في ميدان التايمز وموقع مركز التجارة العالمي في نيويورك وبالقرب من البنتاجون. كما عمت الفرحة ضاحية ديربورن بديترويت التي يسكنها أمريكيون عرب.

### ردود الفعل الدولية
- السعودية: أمل متحدث باسم الحكومة السعودية بأن يكون مقتل زعيم تنظيم القاعدة خطوة من أجل القضاء على الإرهاب وتفتيت ما تبقى من خلايا القاعدة.[14]
- العراق: أعلن هوشيار زيباري وزير الخارجية العراقي أن العراق سعيد جدا بمقتل بن لادن وقال أن «آلاف العراقيين قتلوا بسبب أفكار بن لادن»، وأضاف «مثل العديد من دول العالم نحن سعداء برؤية نهاية عقليته وأفكاره الشيطانية»، واكد أن «العراقيين عانوا كثيراً من هذا الرجل ومنظمته الإرهابية».[15]
- اليمن: أعلن مسؤول يمني رفض تسميته بأن «الملايين من الناس ستنام قريرة الأعين الليلة...» مضيفا: «أسامه بن لادن كان شخصية رمزية قائداً روحياً للتنظيم... بالقطع إنها ضربة قوية للقاعدة».[16]
- المجلس الوطني الانتقالي الليبي: قال متحدث باسم المجلس الوطني الانتقالي بأن الثوار سعيدون للغاية بمقتل بن لادن وفي «انتظار الخطوة التالية»، مضيفا: «نريد أن يقوم الأميركيون بنفس الشيء مع القذافي».[17]
- حماس: وصفت حركة المقاومة الإسلامية حماس قتل زعيم تنظيم القاعدة أسامة بن لادن بأنه عملية «اغتيال لمجاهد عربي».[18] وهي استمرار للسياسة الأمريكية القائمة على البطش وسفك الدم العربي والإسلامي.

## انتقادات
يتهم بعض الحقوقيين الولايات المتحدة بارتكاب جريمة السطو والقتل وتدنيس جثة وانتهاك المجال الجوي لدولة ذات سيادة خلال تنفيذها للعملية، وبانتهاك حقوق الإنسان والحقوق القانونية للمتهمين، لقيامها بقتل أسامة بن لادن وهو أعزل، دون محاولة اعتقاله على نحو سلمي وتقديمه لمحاكمة عادلة على التهم الموجهة إليه.
عبرت وزارة الخارجية الباكستانية عن «قلقها العميق» ازاء «عمل من جانب واحد غير مصرح به». وقال الرئيس الباكستاني السابق برويز مشرف ان العملية كانت «انتهاكا لسيادة البلاد».
وقال مستشار ألمانيا الغربية سابقا هيلموت شميت انه «من الواضح تماما أن العملية كانت انتهاكا للقانون الدولي».
طالبت شكوى مقدمة من عضو في مجلس نقابة المحامين في مصر باستدعاء السفيرة الأمريكية بصفتها ممثلة للولايات المتحدة الأمريكية في ما سماه «تهمة انتهاك حرمة الموتى، والتمثيل بجثة مسلم، وإهانة مليار ونصف مليون مسلم، منهم 80 مليون هم الشعب المصري»، وطلب إظهار الجثة، والتأكيد على حتمية اعتذار الرئيس الأمريكي والسفيرة الأمريكية بالقاهرة، عن واقعة إلقاء الجثة في البحر وتشويهها، باعتبار أن هذا «فعل مشين يعتبر تعمد واضح من الإدارة الأمريكية لإهانة المسلمين، بعدم مراعاة الدفن الشرعي له كمسلم، بخلاف تعمد تشويه الجثة».